# Dammen vid Skårhult
Dammen vid Skårhult är en sjö i Habo kommun i Västergötland och ingår i Motala ströms huvudavrinningsområde.